# Textilausrüster
Textilausrüster sind Betriebe, die Textilveredelung betreiben, darin ein Teilbereich, der als Ausrüstung bezeichnet wird. Darunter fallen auch einige Textilhersteller, aber bei weitem nicht alle.

## Herkommen
Viele Ausrüstungsbetriebe haben sich aus vormals spezialisierten Betrieben, zum Beispiel Bleichereien oder Färbereien, entwickelt und arbeiten heute als reine Lohnausrüster für Andere. Zu ihren Kunden zählen neben den Herstellern von Fasern, Garnen, Zwirnen, Stoffen, Tuchen usw. auch die Verarbeiter von solchen, also große Modehäuser, Teppichbodenhersteller, Raumausstatter, Möbelhersteller, Schiffs- und Flugzeugausrüster, Waggonbauer usw.
Textilausrüster nutzen vor allem industrielle Prozesse, meist in relativ großem Umfang aus wirtschaftlichen Gründen (economies of scale) und sind deswegen Großverbraucher der dazu notwendigen Rohstoffe oder Vorprodukte. Das betrifft vor allem Wärme, Gas oder Elektrizität – z. B. zum Heißfixieren und als Antriebsenergie – und Wasser – für diverse Vorgänge des Bedampfens, Waschens, für Flotten usw. – wobei in der Regel auch große Mengen Abwasser anfallen. Diese sind meist mit sehr speziellen Verschmutzungen belastet, so dass Textilausrüster einer gewissen Größe nicht selten eigene Spezial-Kläranlagen betreiben.
Handwerklich arbeitende Textilausrüster sind selten geworden, aber als Nischenbetriebe und im Bereich sogenannter alternativer Produktion noch vorhanden, meist auf sehr wenige oder hochspezifische Arbeitsschritte der Textilveredelung spezialisiert.